# José Nicolás de Azara
Pour les articles homonymes, voir Azara.
Don José Nicolás de Azara (en français: Joseph-Nicolas de Azare) dit le « chevalier d'Azara » (5 décembre 1730, Barbunales en Aragon - 26 janvier 1804, Paris), est un diplomate et amateur d'art espagnol.

## Biographie
Il fut longtemps ambassadeur d'Espagne près le Saint-Siège où il exerça une grande influence et protégea de tout son pouvoir les savants et les artistes. Il était particulièrement lié avec le cardinal de Bernis et le peintre Anton Raphael Mengs. Il était aussi actif dans la franc-maçonnerie[réf. nécessaire]. Chargé de l’ambassade d’Espagne en France en 1798, il signa pour son pays la paix d’Amiens avant d’être disgracié en 1803.
Il a traduit en espagnol la Vie de Cicéron de Conyers Middleton, Madrid 1790.
On lui doit la publication des écrits de Mengs accompagnés d'une Vie de ce peintre.
Son frère Félix de Azara (1746-1821) était un naturaliste.